# Mediothele australis
Mediothele australis là một loài nhện trong họ Hexathelidae. Loài này phân bố ở Chile.